# Dorfkirche Marktgölitz

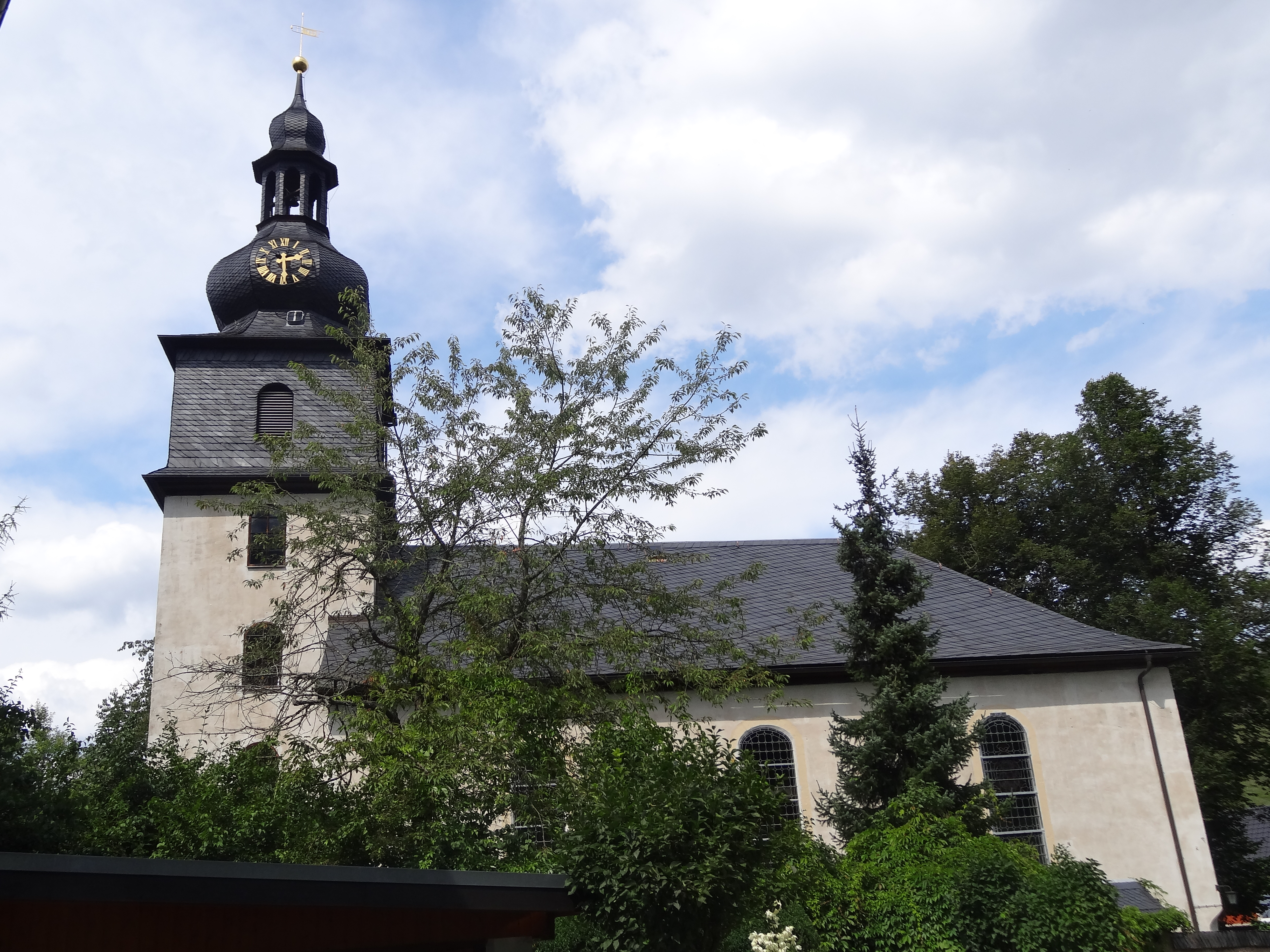
Dorfkirche Marktgölitz

Die evangelisch-lutherische Dorfkirche Marktgölitz steht im ummauerten Friedhof von Marktgölitz, einem Ortsteil von Probstzella im Landkreis Saalfeld-Rudolstadt in  Thüringen. Die Kirchengemeinde Marktgölitz gehört zum Pfarrbereich Probstzella im Kirchenkreis Rudolstadt-Saalfeld der Evangelischen Kirche in Mitteldeutschland.

## Beschreibung
Auf den Grundmauern einer romanischen Vorgängerkirche wurde 1733 die Saalkirche erbaut. Im Westen steht der Kirchturm. Sein oberstes Geschoss mit den Klangarkaden ist schiefergedeckt. Dahinter verbirgt sich der Glockenstuhl. Darauf sitzt eine bauchige Haube mit der Turmuhr. Eine offene Laterne mit der Turmkugel bekrönt den Turm. Das Langhaus ist mit einem abgewalmten Satteldach bedeckt.
Der Innenraum mit seinen zweigeschossigen Emporen ist mit einem hölzernen Tonnengewölbe überspannt. Um 1905 wurde er mit Schablonenmalerei versehen. Zur Kirchenausstattung gehört ein Kanzelaltar von 1733, der mit Schnitzwerk verziert ist. Die Orgel mit 15 Registern, verteilt auf 2 Manuale und Pedal, wurde 1915 von Adam Eifert Nachfolger gebaut.